# Copa Conmebol

Logo des Copa Conmebol

Die Copa Conmebol war von 1992 bis 1999 nach der Copa Libertadores der zweitwichtigste südamerikanische Vereinsfußballwettbewerb, der von der kontinentalen Fußballkonföderation CONMEBOL organisiert und insgesamt acht Mal ausgetragen wurde. Der Wettbewerb war vergleichbar mit dem UEFA-Pokal, unterschied sich von diesem jedoch dadurch, dass auch Mannschaften teilnehmen konnten, die auch die Copa Libertadores bestritten, was z. B. Mannschaften aus Venezuela mehrfach taten. 16 Mannschaften traten in Hin- und Rückspielen nach dem K.-o.-System gegeneinander an, um den Pokalsieger zu ermitteln.
1996 fand in Brasilien die sogenannte Copa Conmebol Master zwischen den Siegern der Jahre von 1992 bis 1995, Atlético Mineiro, Botafogo FR, FC São Paulo, und CA Rosario Central statt, welche São Paulo gewann.
Die Copa Conmebol fand seit 2000 nicht mehr statt, da die Copa Libertadores auf 32 Mannschaften aufgestockt wurde. Bereits ab 1998 bis 2001 fanden jeweils die kurzlebigen Wettbewerbe Copa Mercosur und Copa Merconorte statt, die somit kurzzeitig an die Stelle der Copa Conmebol als zweitwichtigsten Vereinswettbewerb Südamerikas traten. Ab 2002 trat an deren Stelle wiederum die bis heute ausgetragene Copa Sudamericana.

## Die Endspiele und Sieger
| Jahr | Sieger                 | Ergebnisse                 | Finalist               |
| ---- | ---------------------- | -------------------------- | ---------------------- |
| 1992 | Atlético Mineiro       | 2:0 / 0:1                  | Club Olimpia           |
| 1993 | Botafogo FR            | 1:1 / 2:2 n. V., 3:1 i. E. | Peñarol Montevideo     |
| 1994 | FC São Paulo           | 6:1 / 0:3                  | Peñarol Montevideo     |
| 1995 | Rosario Central        | 0:4 / 4:0 n. V., 4:3 i. E. | Atlético Mineiro       |
| 1996 | CA Lanús               | 2:0 / 0:1                  | Independiente Santa Fe |
| 1997 | Atlético Mineiro       | 4:1 / 1:1                  | CA Lanús               |
| 1998 | FC Santos              | 1:0 / 0:0                  | Rosario Central        |
| 1999 | Club Atlético Talleres | 2:4 / 3:0                  | CS Alagoano            |